# Money in the pocket
Money in the pocket is het eerste album uitgebracht op de naam van Joe Zawinul, drie jaar na een album met Ben Webster. Het is het resultaat van opnamen in de Atlantic Studios in New York in 1965 en werd uitgegeven in het voorjaar 1966. Het album ontving in de tijd dat het uitgegeven werd nauwelijks enige aandacht. De muziek ligt in het verlengde van die van Cannonball Adderley, wiens band hij net verlaten had.
Achteraf werd door zowel AllMusic, All About Jazz als ook The Guardian geconstateerd dat er nog weinig te horen is van de muziek die Zawinul zou maken met Weather Report en Zawinul Syndicate.

## Musici
- Joe Zawinul – piano
- Blue Mitchell – trompet (tracks 1, 2, 4, 5, 7)
- Joe Henderson – tenorsaxofoon (tracks 2, 4, 5, 7)
- Clifford Jordan – tenorsaxofoon (track 1)
- Pepper Adams – baritonsaxofoon (tracks 2, 4, 5, 7)
- Bob Cranshaw – contrabas (track 1)
- Sam Jones – contrabas (track 2, 4-8)
- Louis Hayes – drumstel (tracks 2, 4-8)
- Roy McCurdy – drumstel (track 1)

## Muziek
| Nr. | Titel                                          | Duur |
| --- | ---------------------------------------------- | ---- |
| 1.  | Money in the pocket (Zawinul)                  | 4:46 |
| 2.  | If (Joe Henderson)                             | 3:47 |
| 3.  | My one and only love (Guy Wood, Robert Mellin) | 3:25 |
| 4.  | Midnight mood (Zawinul)                        | 6:06 |
| 5.  | Some more of dat (Sam Jones)                   | 6:02 |
| 6.  | Sharon’s waltz (Rudy Stevenson)                | 5:06 |
| 7.  | Riverbed (Zawinul)                             | 5:09 |
| 8.  | Del Sasser (Sam Jones)                         | 3:45 |

Het album werd in 1994 door Rhino Records op één compact disc geperst met The rise and fall of the third stream.